# Какаду білий

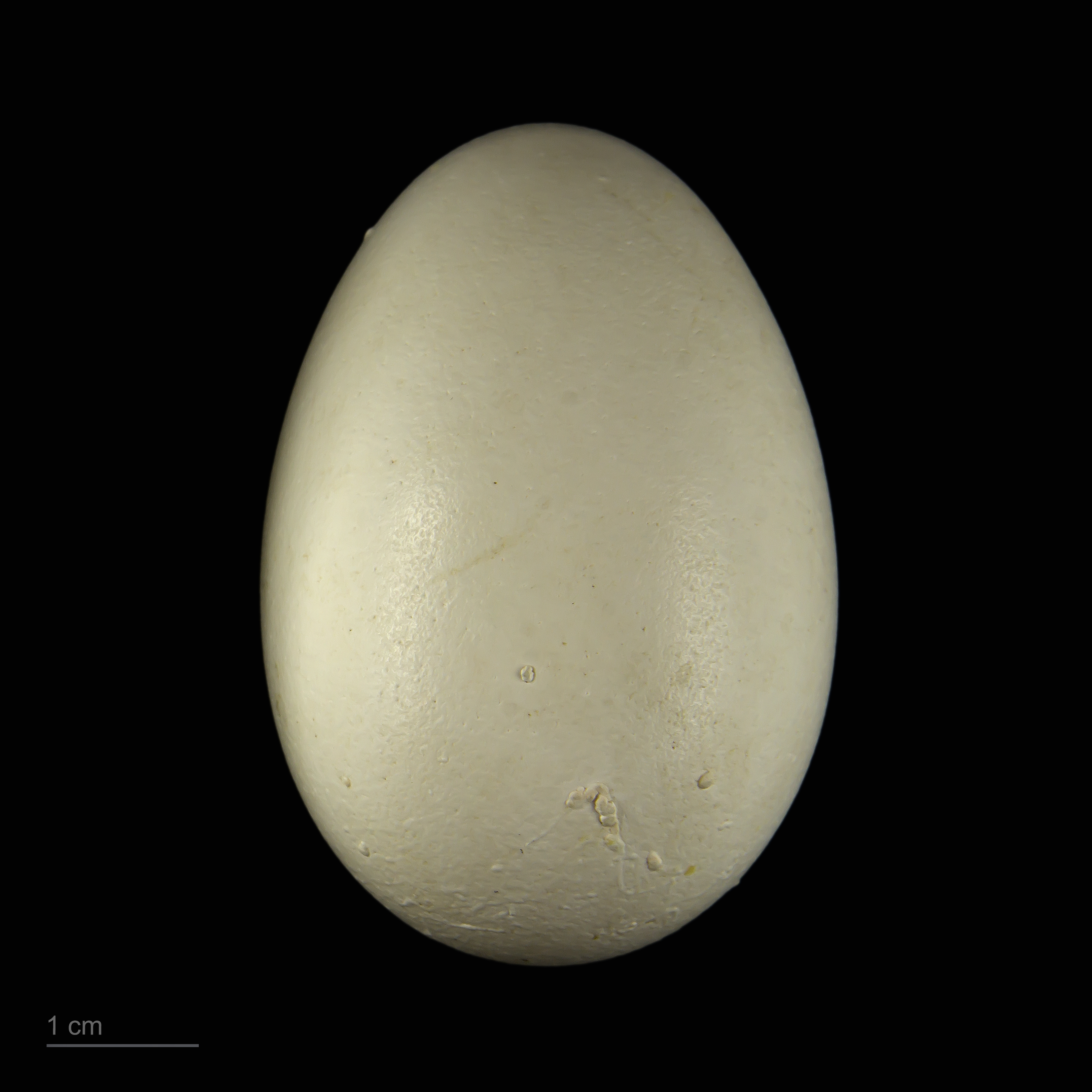
яйце Cacatua alba - Тулузький музей

Какаду білий (Cacatua alba) — вид папугоподібних птахів родини какадових (Cacatuidae).

## Поширення
Ендемік Індонезії. Поширений на островах Хальмахера, Бачан, Тернате, Тідоре, Касірута і Мандіолі. Інтродукований на Тайвані. Живе у низовинних дощових лісах, в мангрових заростях, на кокосових плантаціях, сільськогосподарських угіддях.

## Опис
Папуга великих розмірів. Тіло завдовжки близько 46 см і вагою від 400 г (у самиць) до 800 г (у самців). Основне забарвлення біле. Підхвістя і під крилами жовтуваті. Чуб складається з великих білих пір'їн. Навколоочне кільце неоперене і має блакитне забарвлення. Дзьоб масивний, сіро-чорний, лапи сірі. Очі у самців коричнево-чорні, у самиць помаранчево-коричневі.

## Поведінка
Живе у різноманітних лісах. Трапляється парами, інколи невеликими зграями. Живиться плодами, горіхами, насінням, квітами, комахами тощо. Гніздовий сезон припадає на квітень-серпень. Гнізда влаштовує в дуплах дерев, на висоті понад 10 м. У кладці буває 1-2 яйця. Висиджують яйця обидва батьки. Пташенята вилуплюються через 4 тижні, оперяються і вилітають з гнізда приблизно в 4-місячному віці.